# Stazione di Parolise-Candida
La stazione di Parolise-Candida era una fermata ferroviaria ubicata lungo la linea Avellino-Rocchetta Sant'Antonio. Serviva i centri abitati di Parolise e Candida.

## Storia
La fermata venne attivata insieme alla prima parte della ferrovia da Avellino a Paternopoli il 27 ottobre 1893.
La fermata fungeva da valico, in quanto dopo di essa la linea scende in altitudine, in entrambe le direzioni, ed era probabilmente pensata, ma poi non utilizzata, per sganciare eventuali locomotive di spinta. La stazione venne soppressa negli anni 1960, risultando l'unica della linea ad essere dismessa prima del terremoto del 1980, probabilmente a causa della posizione, a circa 2 km da entrambi i centri abitati serviti.
L'esercizio ferroviario sulla linea è stato sospeso il 12 dicembre 2010, e riattivato a partire dal 2016 per treni turistici.

## Strutture e impianti
Non sono visibili tracce della fermata, fuorché nel nome della strada che consentiva di accedervi (via Ferrovia).